# Ясевич, Казимир Антонович
Казимир Антонович Ясевич (1813—1888) — художник, академик исторической и портретной живописи Императорской Академии художеств.

## Биография
Родился в 1813 г. в дворянской семье Виленской губернии. С детства полюбив рисование, он занимался им под руководством опытного учителя, и, достигши 18-ти летнего возраста, сам определён был преподавателем рисования в губернскую гимназию и городское училище в Могилёве. Был допущен к вступительному экзамену в Императорскую Академию художеств (1833) и принят в число её штатных учеников на казённое содержание. Окончил курс Академии художеств (1836) со званием свободного художника и тогда же получил от Академии малую серебряную медаль за написанный им с натуры портрет каноника Гинтилло.
Был возведён в звание академика (1859) за исполненный им с натуры портрет генерал-адъютанта графа Остен-Сакена, за многолетние труды на художественном поприще и за труды по образованию многих учеников, из которых некоторые к этому времени уже прославились своими произведениями.
Несмотря на свои крайне недостаточные для его большого семейства средства, Ясевич предоставил свою квартиру в распоряжение «училища живописи», которое бесплатно помещалось у него в течение 30-ти лет, и, кроме того, содержал у себя трёх приходящих учеников Академии. Ясевич состоял учителем рисования во 2-й и 3-й Петербургских гимназиях и около 1840-х годов, по поручению Академии художеств и судебного ведомства, был оценщиком художественных произведений, отсылаемых для продажи за долги. Кроме портретной живописи занимался также и реставрацией старинных картин, испорченных временем. Так, по приглашению строительной конторы министерства Императорского Двора он возобновлял картины в большом Царскосельском дворце, Эрмитаже, во дворце великого князя Николая Николаевича Старшего (реставрировал картину «Суд Париса») и в галереях известных художественных коллекционеров: князей Д. А. Лобанова-Ростовского, А. Б. Куракина и других. Ясевич писал также образа для Каневского монастыря, для церквей военных госпиталей в Ораниенбауме, Петергофе, Пскове, для институтов Смольного и глухонемых и для Владимирского (на Петербургской стороне) собора. Из оригинальных произведений Ясевича замечательны: «Испугавшая птиц», «Морской берег» и «Ночь при лунном освещении». Последние годы своей жизни Ясевич доживал в стороне от всяких художественных интересов и скончался в крайней бедности в 1888 году.

## Галерея

Примеры работ Казимира Ясевича
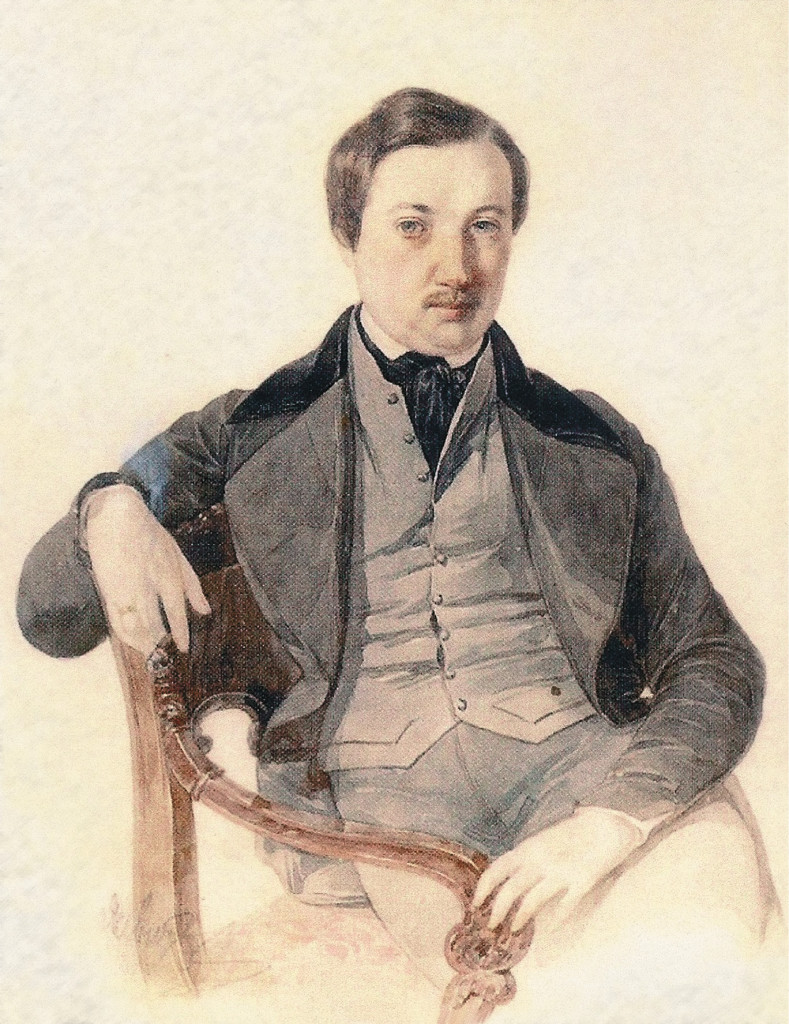
Портрет неизвестного
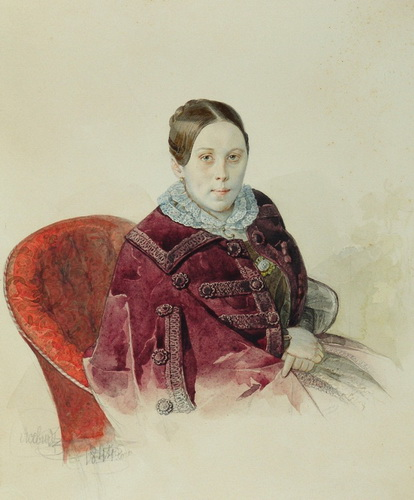
Портрет неизвестной в кресле
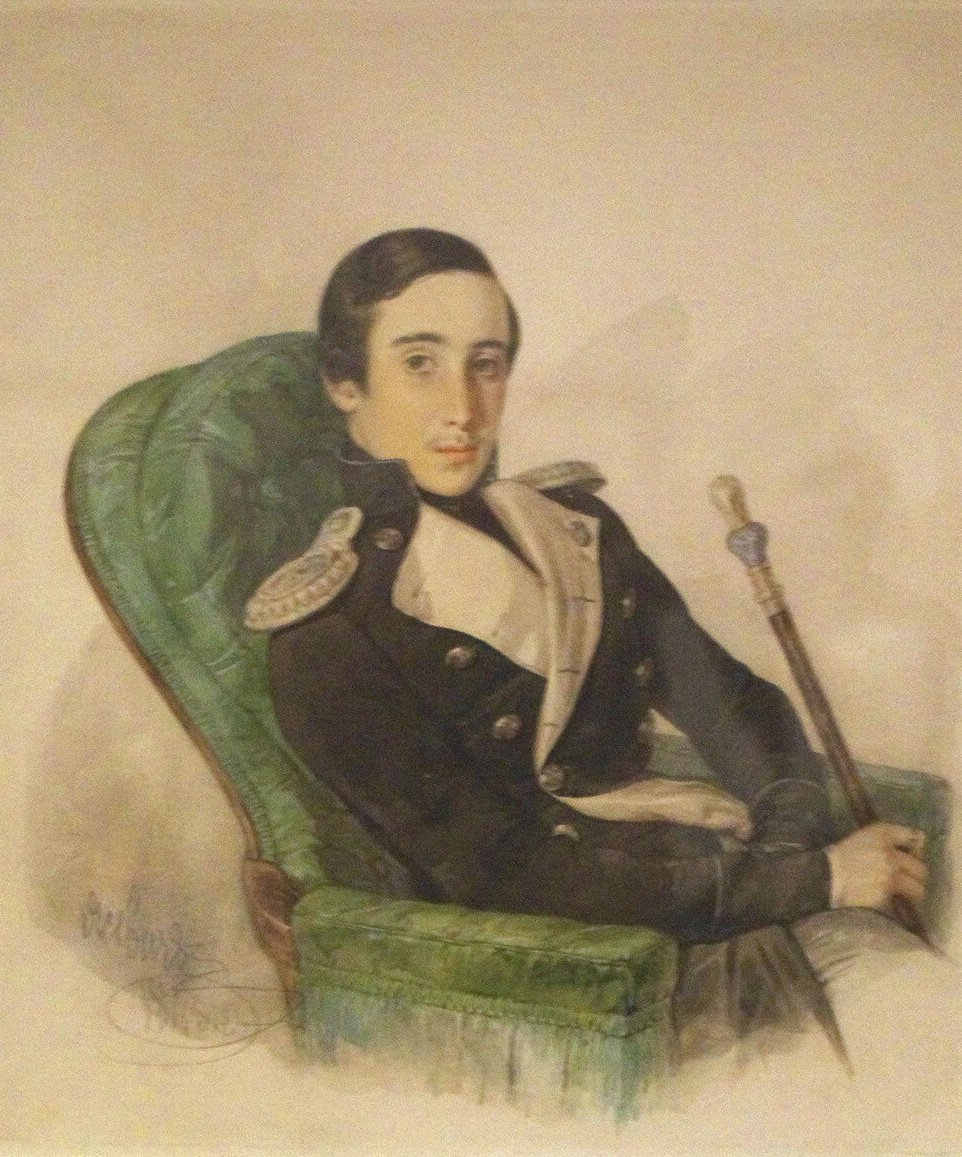
Портрет молодого человека
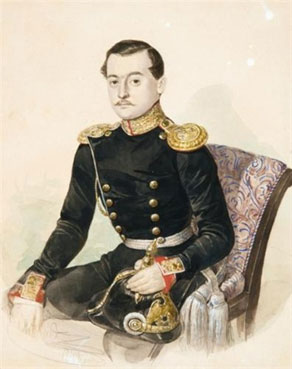
Портрет офицера
Портрет неизвестной[3]

## Примечание
1. ↑  Список русских художников к юбилейному справочнику Императорской Академии художеств, 1915, с. 237.
2. ↑  РБС, 1913.
3. ↑  Собрание Эрмитажа.